# Collectio Tripartita
Die Collectio Tripartita ist eine Kanones-Sammlung, die nach ihrer Gliederung in drei Teile benannt ist. Die ersten beiden Teile der anonymen Sammlung entstanden zwischen 1091 und 1095 in Nordfrankreich; der dritte Teil wurde etwas später (nach 1095, vielleicht in Chartres) hinzugefügt. Die Sammlung war weit verbreitet und zählt zu den Vorlagen des Decretum Gratiani.